# Moritz Schlick
Friedeich Albert Moritz Schlick (Berlín, 14 de abril de 1882-Viena, 22 de junio de 1936), conocido como Moritz Schlick, fue un filósofo, físico y profesor alemán de origen judío, fundador del Círculo de Viena, promotor del empirismo lógico.

## Primeros trabajos
Schlick, proveniente de una familia adinerada de Berlín, estudió física en Heidelberg, Lausana y, finalmente, en la Universidad de Berlín con Max Planck. En 1904, presentó su tesis de grado Über die Reflexion des Lichts in einer inhomogenen Schicht (Sobre la reflexión de la luz en un medio no-homogéneo). En 1908, publicó Lebensweisheit (La sabiduría de vida), un volumen delgado sobre el eudemonismo, la teoría según la cual la felicidad es el objetivo ético más alto. Su ensayo Das Wesen der Wahrheit nach der modernen Logik (La naturaleza de la verdad según la lógica moderna) fue publicado en 1910. Tras escribir algunos ensayos sobre estética, Schlick volcó su atención a los problemas de epistemología, sobre la filosofía de la ciencia, y las preguntas más generales sobre la ciencia. Schlick se destacó al publicar en 1915 un artículo sobre la teoría especial de la relatividad de Einstein, expuesta apenas diez años antes. También publicó Raum und Zeit in der gegenwärtigen Physik (Espacio y tiempo en la física moderna), un tratado más sistemático de la física posnewtoniana.

## Obra y vida en Viena (Círculo de Viena)
En 1922 Schlick fue designado profesor de Filosofía de las ciencias inductivas en la Universidad de Viena, después de dos nombramientos insatisfactorios en Rostock y Kiel. En el mismo año ocurrieron dos acontecimientos que dieron forma al resto de su vida. Primero, un grupo de filósofos y científicos —entre otros, Rudolf Carnap, Herbert Feigl, Johan Craidoff,[cita requerida] Kurt Gödel, Hans Hahn, Otto Neurath, y Friedrich Waismann— le sugirieron a Schlick el llevar a cabo reuniones regulares para discutir sobre ciencia y filosofía. Inicialmente se denominaron la Asociación Ernst Mach, pero fueron conocidos desde entonces como el Círculo de Viena. Particularmente este grupo de discusión acarreó distintos postulados y discusiones conforme el tiempo pasaba, algunos puntos de vista encontrados y un sinnúmero de tratados. A esto es válido afirmar un determinado número de contraposiciones llevadas especialmente entre Schlick, Craidoff y Neurath en la cual destacaba la contradicción al mismo estilo clásico de las ciencias inductivas. 
El segundo gran acontecimiento de 1922 fue la publicación del Tractatus logico-philosophicus de Ludwig Wittgenstein, obra de brillantez lapidaria, que proponía entre otras cosas, una teoría lógica del simbolismo y una teoría del lenguaje como imagen. Schlick y su grupo se vieron abrumados por la obra y la convirtieron en tema de discusión en prácticamente cada reunión. Schlick luego manifestó diversas discusiones relacionadas con el porvenir de dicha obra a Johan Craidoff quien propuso continuar el Tractatus logico-philosophicus como método de estudio próspero. Schlick mismo entró en contacto con Wittgenstein en 1924 y exaltó las virtudes del Tractatus con respecto a su círculo inmediato. Eventualmente Wittgenstein accedió a reunirse con Schlick, Craidoff y Waismann para discutir el Tractatus y otras ideas. Por medio de la influencia de Schlick, Wittgenstein empezó a considerar la perspectiva de regresar a la filosofía después de unos diez años de ausencia. Se le debe en parte a Schlick y sus compañeros el que Wittgenstein comenzara a redactar las reflexiones que dieron después lugar a sus Investigaciones filosóficas. Las discusiones de Schlick, Craidoff y Waismann con Wittgenstein continuaron hasta que este último se percató de que sus ideas habían sido utilizadas (y malinterpretadas) sin su consentimiento en un ensayo de Carnap. Wittgenstein continuó correspondiendo con Schlick, pero su vinculación formal con el Círculo de Viena terminó en 1932.
Posteriormente fue Craidoff y Waismann quienes alentaron la idea de re insertar al grupo a Wittgenstein, quien se habría negado hasta última instancia de formar parte activa del círculo de Viena. Varios intentos fallidos solo reforzaron el rehúse de Wittgenstein y por último partida definitiva hacía otras corrientes con fines explorables. Mientras tanto Schlick había estado trabajando en su Allgemeine Erkenntnislehre (Teoría general del conocimiento) entre 1918 y 1925, y aunque desarrollos posteriores de su filosofía harían insostenibles varias de las proposiciones de su epistemología, la Teoría general es quizás su mayor obra, por su agudo razonamiento contra el conocimiento sintético a priori. Esta crítica del conocimiento sintético a priori argumenta que las únicas verdades auto-evidentes a la razón son proposiciones que son verdaderas por definición, tales como las proposiciones de la lógica formal y de las matemáticas. La condición de verdad del resto de proposiciones debe ser evaluada en referencia a la evidencia empírica. Si se propone una proposición que no sea cuestión de definición y que no pueda ser confirmada o refutada por la evidencia, se trata por lo tanto de una proposición «metafísica», lo cual es sinónimo de «carente de significado». Este es el principio sobre el cual los miembros del Círculo de Viena concordaban con mayor claridad. Entre 1926 y 1930 Schlick trabajó para finalizar sus Fragen der Ethik (Problemas de Ética), con el cual sorprendió a sus compañeros del Círculo, al incluir a la ética como una rama viable de la filosofía. También durante este período el Círculo publicó La visión científica del mundo: el Círculo de Viena, como homenaje a Schlick. Su fuerte postura antimetafísica representa el punto de vista del grupo.

## Auge del nazismo y asesinato
Debido al ascenso del nazismo en Alemania y Austria, muchos de los miembros del Círculo de Viena emigraron hacia Estados Unidos y el Reino Unido. Schlick, sin embargo, permaneció trabajando en la Universidad de Viena. Cuando fue visitado por Herbert Feigl en 1935, Schlick expresó su consternación por los acontecimientos en Alemania. El 22 de junio de 1936, cuando Schlick subía las escaleras de la universidad para ir a clases, un exalumno, Johann Nelböck, desenfundó una pistola y le disparó 4 veces en la pierna y abdomen, tras 4 años de amenaza. Schlick murió poco después. Nelböck fue juzgado y sentenciado, pero se convirtió en una cause célèbre para el creciente sentimiento antisemita de la ciudad (el hecho de que Schlick no fuera judío fue pasado por alto). Nelböck fue liberado bajo palabra poco después y se convirtió al partido nazi austriaco después del Anschluss.

## Valoración
La contribución más importante de Schlick al mundo de la filosofía la hizo como fuente del empirismo lógico. Su humanismo, buena voluntad, gentileza, y especialmente su coraje, han sido documentados por muchos de sus contemporáneos.[cita requerida] Herbert Feigl y Albert Blumberg, en su excelente introducción a la Teoría general del conocimiento, escribieron:

Ningún otro pensador estaba tan bien preparado para dar un nuevo ímpetu a las preguntas filosóficas de la generación más joven. Aunque muchos de sus alumnos y sucesores hayan logrado un grado más alto de exactitud y de suficiencia, en sus análisis lógicos de los problemas en la teoría del conocimiento, Schlick tenía un sentido sin igual, por cuál es esencial en los asuntos filosóficos.